# ای‌جی‌او سی.۴
ای‌جی‌او سی. ۴ (به انگلیسی: AGO_C.IV) یک هواگرد ملخ‌پیشین تک‌موتوره از نوع شناسایی ساخت شرکت AGO Flugzeugwerke است. این هواگرد در سال ۱۹۱۶ میلادی رسماً معرفی گردید. در مجموع، تعداد ۷۰ فروند از این هواگرد ساخته شده‌است.